# Хо Дам
Хо Дам (кор. 허담; 6 марта 1929, Вонсан, Японская Корея — 11 мая 1991, Пхеньян, КНДР) — северокорейский государственный и партийный деятель, дипломат, министр иностранных дел КНДР (1970—1983).

## Биография
До 1945 года работал шахтером и токарем.
С 1948 года некоторое время учился в Московском государственном университете. В 1956 году был назначен начальником отдела Азии МИД КНДР. С 1960 по 1969 год — заместитель, а с 1969 по 1970 год — первый заместитель министра иностранных дел. 
С 1970 по 1983 год занимал пост министра иностранных дел КНДР и одновременно, с 1972 года — заместителя премьера Административного совета. На этом посту в 1977 году стал первым высокопоставленным чиновником из Северной Кореи, посетившим Соединенные Штаты.
С 1983 года до конца жизни — секретарь ЦК ТПК по международным делам. 
Являлся членом ЦК ТПК (с 1970 года), членом Политбюро ЦК ТПК (с 1983 года), кандидат в члены Политбюро (1980—1983).
Избирался депутатом Верховного народного собрания КНДР (с 1972 года). В 1990 году был назначен председателем Комитета по иностранным делам. 
Также занимал пост председателя Комитета по мирному воссоединению Родины.